# Ku Bon-chan
Ku Bon-chan (kor. 구본찬; * 31. Januar 1993) ist ein südkoreanischer Bogenschütze und Olympiasieger.

## Karriere
Ku Bon-chan nahm an den Olympischen Spielen 2016 in Rio de Janeiro teil und gewann im Einzel nach einem Finalsieg gegen Jean-Charles Valladont die Goldmedaille. Gemeinsam mit Kim Woo-jin und Lee Seung-yun gewann er zudem die Goldmedaille im Mannschaftswettbewerb.
Mit der Mannschaft gelangen ihm bereits im Vorfeld mehrere Erfolge: 2015 gewann er mit ihr in Kopenhagen die Weltmeisterschaft, 2014 die Bronzemedaille bei den Asienspielen in Incheon. Bei der Weltmeisterschaft 2015 gewann er außerdem Gold im Mixed-Team mit Ki Bo-bae.
Er trainiert an der Andong National University in Andong.